# Нарукавник
Нарука́вник — тканевый или клеенчатый чехол-полурукава, надеваемый поверх рукавов одежды с целью их защиты от загрязнения.
В СССР тканевые нарукавники шили в трёх размерах из гладкокрашеной тёмной бязи, сатина и двунитка, вверху на резинке, а внизу на манжете со шлицей или на резинках с обеих сторон. Их носили конторские служащие при канцелярских и счётных работах, а также продавцы продуктовых магазинов. Клеёнчатые нарукавники предназначаются для работы в сырых условиях с влажными материалами, например, на гидроторфоразработках. На предприятиях торговли клеёнчатыми нарукавниками пользовались продавцы мяса, рыбы и солений.
В русском быту XIX века в Архангельской и Вологодской губерниях нарукавниками называли нагрудную женскую одежду, надеваемую поверх рубахи и сарафана в форме двух узких рукавов, скреплённых между собой полосками ткани.